# Nematocampa chagnoni
Nematocampa chagnoni är en fjärilsart som beskrevs av Louis W. Swett 1913. Nematocampa chagnoni ingår i släktet Nematocampa och familjen mätare. Inga underarter finns listade i Catalogue of Life.